# 吕迪格·博尔夏特
吕迪格·博尔夏特（德語：Rüdiger Borchardt，1963年12月8日—），德国前男子手球运动员。他曾代表东德国家队参加1988年夏季奥林匹克运动会手球比赛，结果队伍获得第七名。